# (18150) Lopez-Moreno
(18150) Lopez-Moreno est un astéroïde de la ceinture principale.

## Description
(18150) Lopez-Moreno est un astéroïde de la ceinture principale. Il fut découvert le 29 juillet 2000 à la station Anderson Mesa par le programme LONEOS. Il présente une orbite caractérisée par un demi-grand axe de 3,44 UA, une excentricité de 0,10 et une inclinaison de 12,8° par rapport à l'écliptique.

## Compléments